# Гвантанамо
Гвантанамо (шп. Guantánamo) је град на Куби у покрајини Гвантанамо. Према процени из 2011. у граду је живело 221.262 становника.

## Становништво
Према процени, у граду је 2011. живело 221.262 становника.
| 1991.   | 2011.   |
| ------- | ------- |
| 217.484 | 221.262 |